# Dumb and Dumberer: When Harry Met Lloyd
Dumb and Dumberer: When Harry Met Lloyd is een Amerikaanse filmkomedie uit 2003 onder regie van Troy Miller. Het verhaal speelt zich als 'prequel' af voor de gebeurtenissen in de filmkomedie Dumb and Dumber uit 1994. Dumb and Dumberer werd genomineerd voor Razzie Awards voor slechtste remake/prequel, slechtste script en slechtste filmduo (Olsen & Richardson). When Harry Met Lloyd werd op zijn beurt in 2014 opgevolgd door Dumb and Dumber To, waarvoor zowel de regisseurs, schrijvers als hoofdrolspelers van het eerste deel (Jim Carrey en Jeff Daniels) terugkeerden.

## Verhaal
Lloyd Christmas en Harry Dunne zijn twee aparte kinderen en daarom onafscheidelijk. Ze worden geplaatst in een special needs-klas, voor kinderen die meer aandacht nodig hebben. Een leerlinge die actief is voor de schoolkrant ontdekt dat de klas wordt gebruikt om extra subsidies binnen te krijgen. Samen met Lloyd en Harry probeert ze dit te voorkomen.

## Rolverdeling
| Acteur               | Personage        |
| -------------------- | ---------------- |
| Derek Richardson     | Harry Dunn       |
| Eric Christian Olsen | Lloyd Christmas  |
| Rachel Nichols       | Jessica          |
| Eugene Levy          | Collins          |
| Mimi Rogers          | Mrs. Dunn        |
| Luis Guzmán          | Ray the janitor  |
| Cheri Oteri          | Ms. Heller       |
| Bob Saget            | Jessica's vader  |
| Julia Duffy          | Jessica's moeder |
| Roger Eschbacher     | Zimmer           |

## Ontvangst
Dumb and Dumberer heeft op Rotten Tomatoes een score van 10%. Filmrecesent Wesley Morris schreef: "Geloof me, je kunt beter wat anders doen, zoals je oude stripboeken op volgorde zetten, praten tegen je ouders, of het bekijken van een drogend schilderij, dan deze film kijken".